# Gustaf von Braun
Gustaf Henrik von Braun, född 23 april 1813 i Svennevad i Örebro län, död 8 juni 1888 i Rydaholm i Skaraborgs län, var en svensk militär, godsägare och riksdagspolitiker. Han var ägare till godset Rydaholm i Skaraborgs län. Som riksdagsman var han ledamot av första kammaren 1871–1879, invald i Skaraborgs läns valkrets. I riksdagen skrev han en egen motion om undervisningen vid rikets elementarläroverk.